# Bubekia lasiopterae
Bubekia lasiopterae is een vliesvleugelig insect uit de familie Pteromalidae. De wetenschappelijke naam is voor het eerst geldig gepubliceerd in 1893 door Ashmead.